# No\Name
No\Name – manga napisana przez Rafała Jakiego i zilustrowana przez Machine Gamu. Początkowo została opublikowana jako one-shot na platformie Manga Plus Creators, a od lipca 2024 do lutego 2025 ukazywała się jako seria w magazynie internetowym Shōnen Jump+ wydawnictwa Shūeisha.

## Fabuła
Akcja rozgrywa się w świecie, w którym imiona obdarzają ludzi nadludzkimi zdolnościami. No\Name opowiada historię dwóch agentów, Ralfa Olsena i Ursuli, z Nordyckiego Biura Imion, organizacji zajmującej się badaniem przestępstw popełnianych przez „Namerów”. Historia rozpoczyna się, gdy agenci podejmują sprawę mężczyzny poszukującego swojej zaginionej żony i syna. Sytuacja jednak szybko się komplikuje, gdy napotykają owego mężczyznę, który okazuje się skrywać niebezpieczny zamiar – pragnie nadać swojemu synowi to samo potężne imię, jakie sam nosi.

## Publikacja serii
Manga autorstwa Rafała Jakiego, twórcy anime Cyberpunk: Edgerunners, z ilustracjami Machine Gamu, po raz pierwszy ukazała się jako one-shot na platformie Manga Plus Creators we wrześniu 2023. Zdobyła Złotą Nagrodę, co doprowadziło do jej publikacji w internetowym magazynie Shōnen Jump+ wydawnictwa Shūeisha 26 stycznia 2024. Następnie, 31 lipca 2024, rozpoczęła regularną serializację na tej samej platformie, a jej rozdziały były jednocześnie udostępniane w języku angielskim na platformie Manga Plus. Ostatni rozdział serii ukazał się 5 lutego 2025. Całość została zebrana w dwóch tomach tankōbon – pierwszy trafił do sprzedaży 4 października 2024, a drugi został wydany 4 kwietnia 2025.
22 stycznia 2025 wydanie mangi w Polsce w jednym tomie zbiorczym zapowiedziało Studio JG. Premiera odbyła się 9 maja 2025 tego samego roku.
| Nr | Język japoński      | Język japoński         | Język polski | Język polski           |
| Nr | Data wydania        | ISBN                   | Data wydania | ISBN                   |
| -- | ------------------- | ---------------------- | ------------ | ---------------------- |
| 1  | 4 października 2024 | ISBN 978-4-08-884282-0 | 9 maja 2025  | ISBN 978-83-8257-718-1 |
| 2  | 4 kwietnia 2025     | ISBN 978-4-08-884370-4 | 9 maja 2025  | ISBN 978-83-8257-718-1 |